# Jerry Hall
Jerry Faye Hall, född 2 juli 1956 i Gonzales i Texas, är en amerikansk fotomodell som även arbetat en del på TV.

## Biografi
Jerry Hall gjorde sig först känd genom att vara på omslaget till Roxy Musics LP Siren och medverka i musikvideon till sångaren Bryan Ferrys solohit "Let's Stick Together". Efter ett förhållande med Ferry träffade hon Mick Jagger i Rolling Stones, och de två blev ett par 1977. Den 26 november 1990 gifte de sig i en hinduisk ceremoni på den indonesiska ön Bali. Detta äktenskap förklarades dock ogiltigt enligt såväl indonesisk som engelsk lag. Tillsammans fick de fyra barn, födda 1984, 1986, 1992 och 1997. År 1999 gick paret skilda vägar på grund av Jaggers otrohetsaffärer, och skilsmässan skedde i form av en juridisk annullering av äktenskapet. Mellan 2016 och 2022 var hon gift med mediemogulen Rupert Murdoch.

## Filmografi
- 1980 – Urban Cowboy
- 1989 – Batman
- 1994 – Princess Caraboo